# Teilerfunktion
| n  | =     | σ0(n) | σ1(n) | σ2(n) | σ3(n) | σ4(n)  |
| -- | ----- | ----- | ----- | ----- | ----- | ------ |
| 1  | 1     | 1     | 1     | 1     | 1     | 1      |
| 2  | 2     | 2     | 3     | 5     | 9     | 17     |
| 3  | 3     | 2     | 4     | 10    | 28    | 82     |
| 4  | 2     | 3     | 7     | 21    | 73    | 273    |
| 5  | 5     | 2     | 6     | 26    | 126   | 626    |
| 6  | 2‧3   | 4     | 12    | 50    | 252   | 1394   |
| 7  | 7     | 2     | 8     | 50    | 344   | 2402   |
| 8  | 23    | 4     | 15    | 85    | 585   | 4369   |
| 9  | 32    | 3     | 13    | 91    | 757   | 6643   |
| 10 | 2‧5   | 4     | 18    | 130   | 1134  | 10642  |
| 11 | 11    | 2     | 12    | 122   | 1332  | 14642  |
| 12 | 2‧3   | 6     | 28    | 210   | 2044  | 22386  |
| 13 | 13    | 2     | 14    | 170   | 2198  | 28562  |
| 14 | 2‧7   | 4     | 24    | 250   | 3096  | 40834  |
| 15 | 3‧5   | 4     | 24    | 260   | 3528  | 51332  |
| 16 | 24    | 5     | 31    | 341   | 4681  | 69905  |
| 17 | 17    | 2     | 18    | 290   | 4914  | 83522  |
| 18 | 2‧32  | 6     | 39    | 455   | 6813  | 112931 |
| 19 | 19    | 2     | 20    | 362   | 6860  | 130322 |
| 20 | 2‧5   | 6     | 42    | 546   | 9198  | 170898 |
| 21 | 3‧7   | 4     | 32    | 500   | 9632  | 196964 |
| 22 | 2‧11  | 4     | 36    | 610   | 11988 | 248914 |
| 23 | 23    | 2     | 24    | 530   | 12168 | 279842 |
| 24 | 23‧3  | 8     | 60    | 850   | 16380 | 358258 |
| 25 | 52    | 3     | 31    | 651   | 15751 | 391251 |
| 26 | 2‧13  | 4     | 42    | 850   | 19782 | 485554 |
| 27 | 3     | 4     | 40    | 820   | 20440 | 538084 |
| 28 | 2‧7   | 6     | 56    | 1050  | 25112 | 655746 |
| 29 | 29    | 2     | 30    | 842   | 24390 | 707282 |
| 30 | 2‧3‧5 | 8     | 72    | 1300  | 31752 | 872644 |

In der Zahlentheorie ist die Teilerfunktion die Funktion, die einer natürlichen Zahl die Summe ihrer Teiler, erhoben zu einer gewissen Potenz, zuordnet. Sie wird üblicherweise mit dem griechischen Buchstaben {\displaystyle \sigma } bezeichnet.

## Definition
Für eine natürliche Zahl {\displaystyle n} ist definiert:
{\displaystyle \!\ \sigma _{k}(n):=\sum _{d|n}d^{k}}.
Hierbei erstreckt sich die Summe über alle positiven Teiler von {\displaystyle n}, einschließlich {\displaystyle 1} und {\displaystyle n}.
Beispielsweise ist demnach {\displaystyle \sigma _{2}(6)=1^{2}+2^{2}+3^{2}+6^{2}=50.}

## Spezialisierungen
- {\displaystyle d:=\sigma _{0}} ist die Teileranzahlfunktion,
- {\displaystyle \sigma :=\sigma _{1}} ist die Teilersumme.

## Eigenschaften

Werte und durchschnittliche Größenordnung von σ_{1}

Werte und durchschnittliche Größenordnung von σ_{2}

Werte und durchschnittliche Größenordnung von σ_{3}

- {\displaystyle \sigma _{k}} ist multiplikativ, das heißt, für teilerfremde {\displaystyle n,m} gilt: {\displaystyle \sigma _{k}(n\cdot m)=\sigma _{k}(n)\cdot \sigma _{k}(m)}.
- Hat {\displaystyle n} die Primfaktorzerlegung {\displaystyle n=\prod _{i=1}^{r}{p_{i}^{e_{i}}}}, so ist
  - {\displaystyle \sigma _{k}(n)=\prod _{i=1}^{r}\sum _{j=0}^{e_{i}}{p_{i}^{jk}}},
  - {\displaystyle \sigma _{k}(n)=\prod _{i=1}^{r}{\frac {p_{i}^{k(e_{i}+1)}-1}{p_{i}^{k}-1}}} für {\displaystyle k>0}, und für  {\displaystyle k=0} gilt: {\displaystyle \sigma _{0}(n)=\prod _{i=1}^{r}(e_{i}+1)}.
- Die durchschnittliche Größenordnung von {\displaystyle \sigma _{k}} für {\displaystyle k>0} ist {\displaystyle \sigma _{k}(n)\sim \zeta (k+1)n^{k}}, mit der Riemannschen Zetafunktion {\displaystyle \zeta (s)}.[2]
- Die durchschnittliche Größenordnung der Teileranzahlfunktion {\displaystyle d(n):=\sigma _{0}(n)} ist {\displaystyle \ln n}. Genauer gilt mit der Eulerschen Konstanten {\displaystyle C}

{\displaystyle \sum _{x\leq n}d(x)=n\ln n+(2C-1)n+O({\sqrt {n}})}.

## Reihenformeln
Speziell für {\displaystyle \sigma _{0}} gilt:
{\displaystyle \sum _{i=1}^{n}\sigma _{0}(i)=\sum _{i=1}^{n}\left\lfloor {\frac {n}{i}}\right\rfloor }
Dies kann man sich klarmachen, in dem man die rechte Summe als {\displaystyle \sum _{i=1}^{\infty }\left\lfloor {\frac {n}{i}}\right\rfloor } schreibt: Wenn man nun {\displaystyle n} durch {\displaystyle n+1} substituiert, werden genau die Summanden der Summe um 1 größer, die {\displaystyle n+1} teilen.
Zwei Dirichletreihen mit der Teilerfunktion sind: (S. 285, Satz 291)
{\displaystyle \sum _{n=1}^{\infty }{\frac {\sigma _{a}(n)}{n^{s}}}=\zeta (s)\zeta (s-a)}  für  {\displaystyle s>1,\;s>a+1,}
was speziell für d(n) = σ0(n) ergibt:
{\displaystyle \sum _{n=1}^{\infty }{\frac {d(n)}{n^{s}}}=\zeta ^{2}(s)}  für  {\displaystyle s>1}
und (S. 292, Satz 305)
{\displaystyle \sum _{n=1}^{\infty }{\frac {\sigma _{a}(n)\sigma _{b}(n)}{n^{s}}}={\frac {\zeta (s)\zeta (s-a)\zeta (s-b)\zeta (s-a-b)}{\zeta (2s-a-b)}}.}
Eine Lambert-Reihe mit der Teilerfunktion ist:
{\displaystyle \sum _{n=1}^{\infty }\sigma _{a}(n)q^{n}=\sum _{n=1}^{\infty }\sum _{k=1}^{\infty }n^{a}q^{kn}=\sum _{n=1}^{\infty }n^{a}{\frac {q^{n}}{1-q^{n}}}}
für beliebiges  komplexes |q| ≤ 1 und a.
Die Teilerfunktion lässt sich für {\displaystyle k>0} mittels Ramanujansummen auch explizit als Reihe darstellen:
{\displaystyle \sigma _{k}(n)=\zeta (k+1)n^{k}\sum _{m=1}^{\infty }{\frac {c_{m}(n)}{m^{k+1}}}.}
Die Berechnung der ersten Werte von {\displaystyle c_{m}(n)} zeigt das Schwanken um den "Mittelwert" {\displaystyle \zeta (k+1)n^{k}}:
{\displaystyle \sigma _{k}(n)=\zeta (k+1)n^{k}\left[1+{\frac {(-1)^{n}}{2^{k+1}}}+{\frac {2\cos {\frac {2\pi n}{3}}}{3^{k+1}}}+{\frac {2\cos {\frac {\pi n}{2}}}{4^{k+1}}}+\cdots \right]}

## Identitäten aus der Fourierentwicklung von Eisensteinreihen
Ein wesentlicher Bestandteil der Fourierentwicklung von Eisensteinreihen von Gewicht {\displaystyle k\geq 4}, gerade, sind die Teilerfunktionen {\displaystyle \sigma _{k-1}}. Aus Relationen zwischen den Eisensteinreihen können die Werte einiger Faltungen von Teilerfunktionen hergeleitet werden, so ist zum Beispiel für alle {\displaystyle n\in \mathbb {N} }:
{\displaystyle 120\sum _{m=1}^{n-1}\sigma _{3}(m)\sigma _{3}(n-m)=\sigma _{7}(n)-\sigma _{3}(n),}
{\displaystyle 5040\sum _{m=1}^{n-1}\sigma _{3}(m)\sigma _{5}(n-m)=11\sigma _{9}(n)-21\sigma _{5}(n)+10\sigma _{3}(n).}